# Nøkkerose-familien
Nøkkerose-familien (Nymphaeaceae) er udbredt på alle kontinenter (undtagen Antarktis). Den består af urteagtige vandplanter, som ofte har langstilkede flydeblade. De har store, enlige blomster er primitivt byggede med mange skruestillede bloster- og støv-blade. Her nævnes kun de slægter, der er repræsenteret ved arter, der er vildtvoksende, eller som dyrkes i Danmark.
| Slægter |

- Kæmpeåkande (Victoria)
- Nøkkerose (Nymphaea)
- Åkande (Nuphar)